# Inundațiile din Europa Centrală din 2024
Inundațiile din Europa Central din 2024 au fost o serie de inundații cauzate de precipitațiile record generate de furtuna Boris, o depresiune⁠(d) genoveză extrem de umedă. Inundațiile au început în Austria și Republica Cehă, apoi s-au extins în Polonia, România și Slovacia, apoi în Germania și Ungaria. Până la 28 septembrie 2024, au fost raportate 27 de decese.

## Zone afectate

### Austria

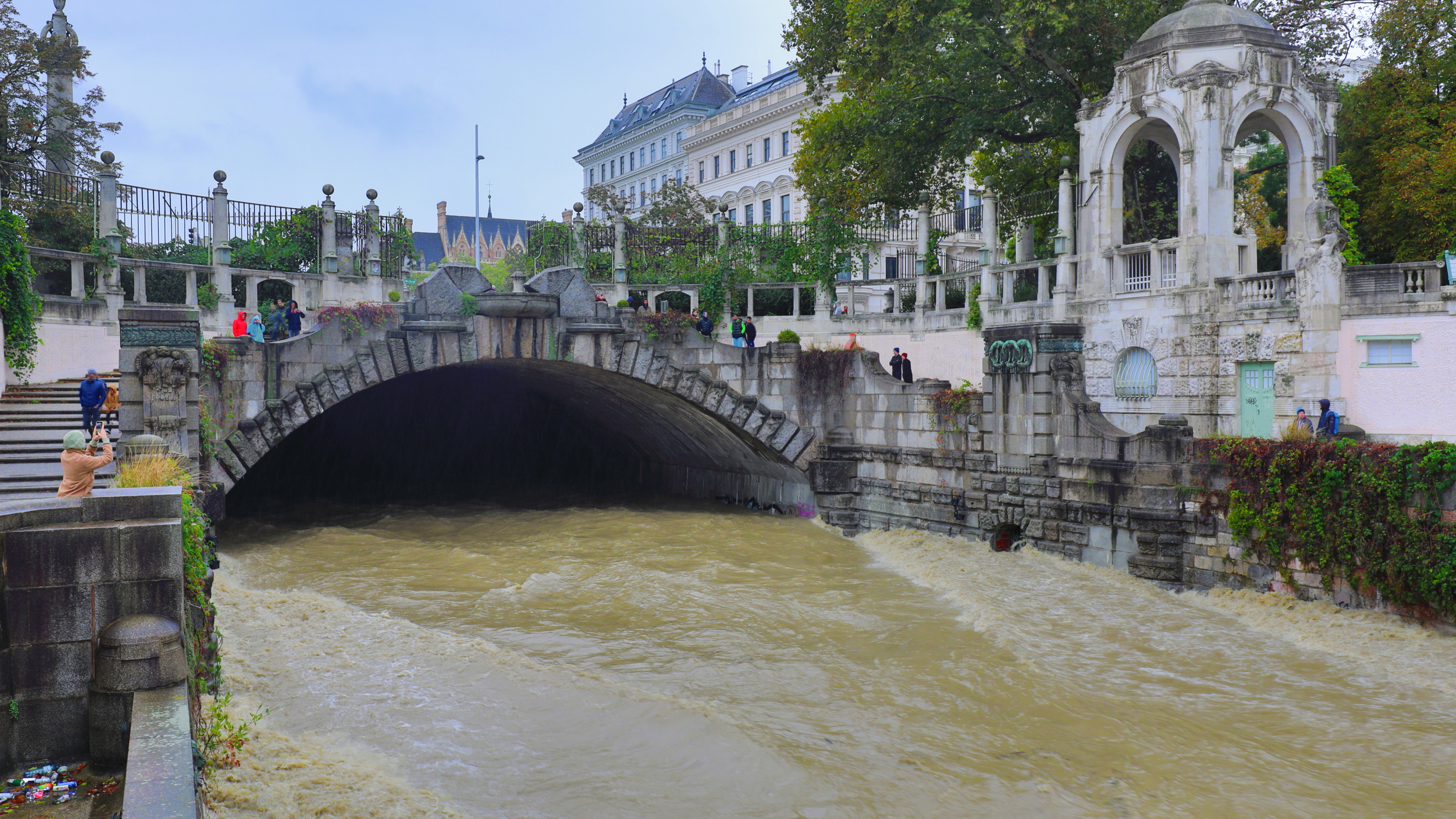
Râul Viena inundat

În Austria, cel mai afectat stat a fost Austria Inferioară, în special regiunile centrale și nord-vestice, unde râurile Dunărea, Kamp⁠(d) și Traisen⁠(d) au ieșit din matcă. Anterior, cea mai mare preocupare era rezervorul Ottenstein (care a trebuit să fie golit rapid în timpul inundațiilor din 2002, ceea ce a crescut considerabil pagubele). Casele de-a lungul acestor râuri au trebuit să fie evacuate, inclusiv satele întregi Rust im Tullnerfeld și Hardegg. În Viena, Dunărea a fost controlată, dar râul s-a revărsat parțial și anumite zone din Penzing au trebuit evacuate. Serviciul de transport în metroul din Viena a fost redus drastic. Burgenland, care deja suferise inundații în luna iunie, era sub avertizare de inundații și a suferit pagube din cauza vânturilor puternice și ploilor. O rupere a unui dig în Sankt Pölten a inundat orașul, lăsând 1.500 de persoane fără canalizare.  În Austria Inferioară au murit cinci persoane, inclusiv un pompier.'

### Cehia

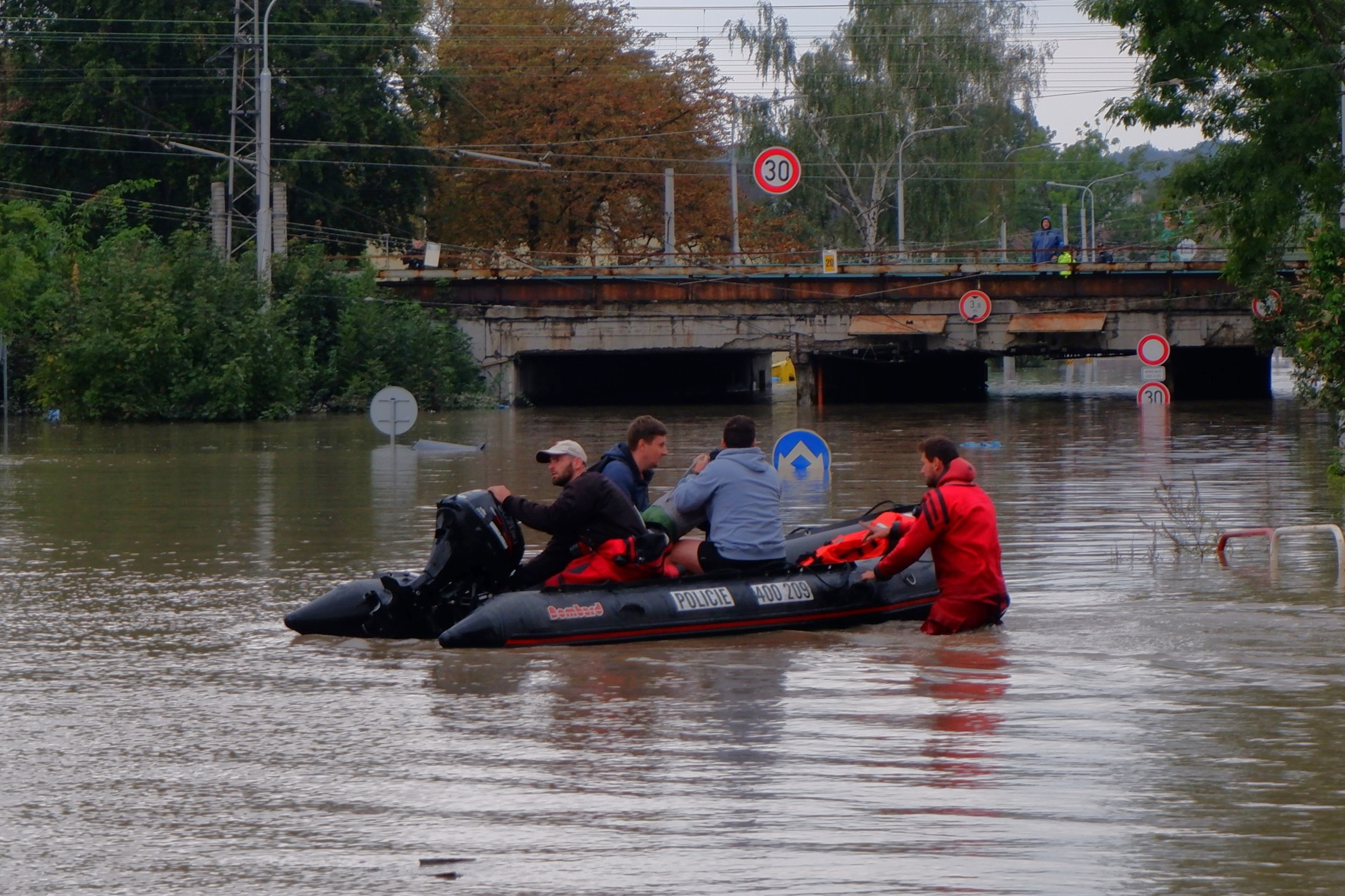
Barcă de salvare în Ostrava, Cehia

Inundațiile din Republica Cehă au început pe 13 septembrie, după ploi abundente. Până pe 15 septembrie, s-a raportat că peste 200 de râuri s-au revărsat. Cea mai critică situație a fost în Moravia de Nord, în special în regiunea munților Jeseníky, urmată de Moravia de Nord-Est, unde mii de oameni au fost evacuați. Printre cele mai afectate locuri se numără Jeseník și Opava, unde unele case au fost distruse de revărsarea râului. Operațiunea de evacuare a început în noaptea dintre 14 și 15 septembrie în zona rezidențială importantă din Kateřinky. Cel mai mare oraș afectat de inundații a fost Ostrava. În unele părți din Regiunea Boemia de Sud există o amenințare constantă. Patru persoane au fost raportate dispărute în toată țara, mii de oameni au fost evacuați, iar aproximativ 250 de mii au rămas fără curent electric. Mai multe drumuri și căi ferate au fost închise, iar apa a intrat într-o stație de metrou din Praga, determinând închiderea acesteia, dar restul rețelei a rămas operațional. În Jeseník au căzut aproape 500 mm de ploaie. În unele părți din Moravia și Silezia s-au înregistrat precipitații mai mari decât cele din 1997.
Între 15 și 16 septembrie au murit patru persoane în regiunea Moravia-Silezia. Prima persoană a murit pe 15 septembrie în pârâul Krasovka. Pe 16 septembrie au fost găsite două persoane decedate în Krnov și încă una într-un apartament inundat. În Kobylá nad Vidnavkou o femeie s-a înecat.

### Italia
Pe 18 și 19 septembrie, au avut loc inundații majore în regiunea Emilia-Romagna, în aceleași zone afectate de inundațiile devastatoare din mai 2023. Râurile Marzeno și Lamone au ieșit din matcă în Romagna, determinând evacuarea a peste 1.000 de persoane. În zona Apeninilor au avut loc mai multe alunecări de teren. Inundații severe au afectat și regiunea Marche.
Pe 13 septembrie, un drumeț a murit de hipotermie într-o furtună de zăpadă în Alpii italieni. Pe 17 septembrie, un pompier a murit în Foggia după ce vehiculul său de serviciu a fost luat de un torent pe drumul național 90 între San Severo și Apricena. În aceeași zi, un avion cu două locuri, având la bord trei cetățeni francezi, s-a prăbușit în Apeninii toscano-emilieni din cauza vremii nefavorabile.

### Polonia

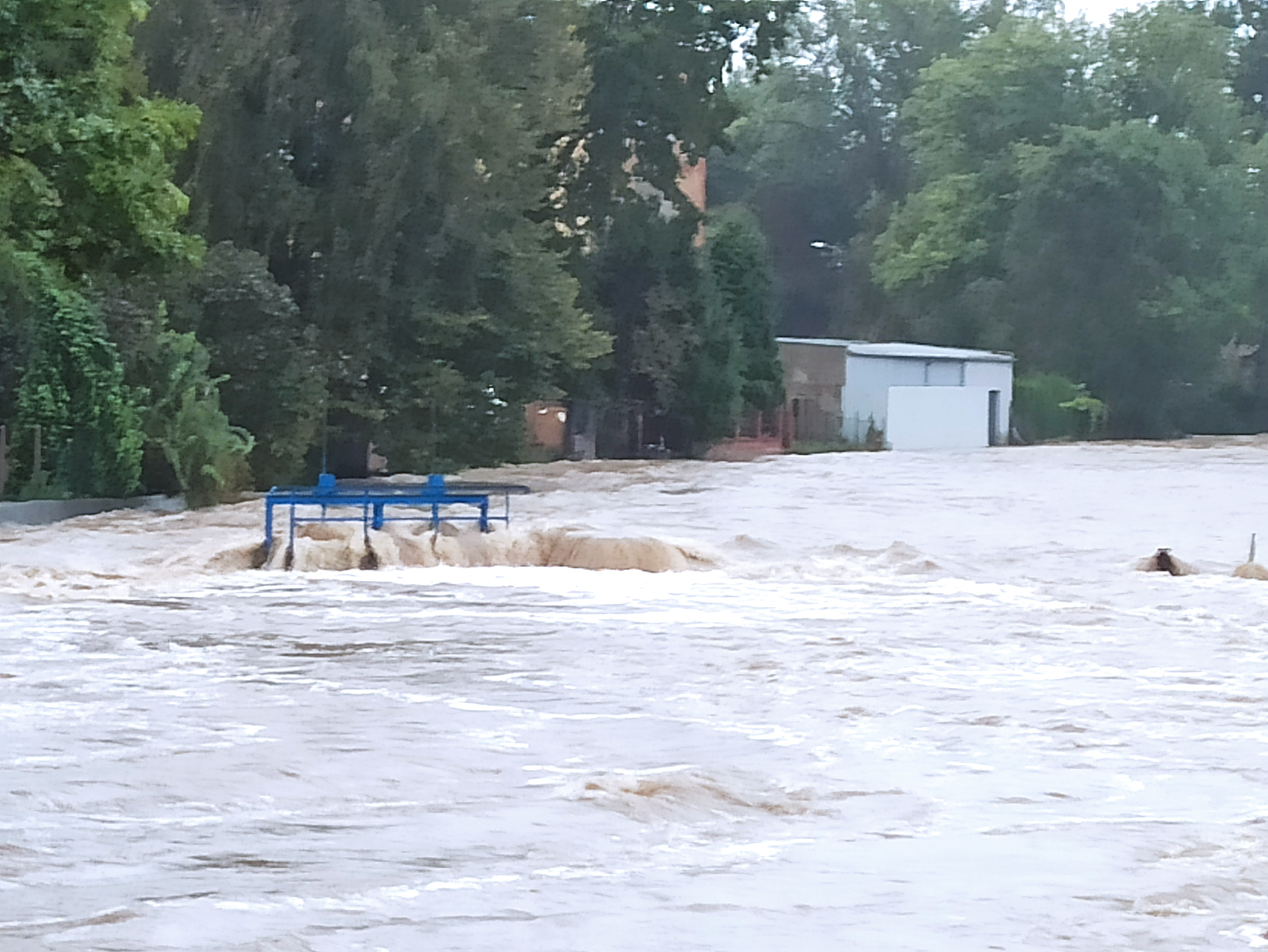
Revărsarea râului Prudnik, Polonia, 14 septembrie

Boris a trecut peste sud-vestul Poloniei, unde a căzut aproape un semestru de ploaie în doar trei zile. În unele locuri, s-au înregistrat peste 400 mm (16 in) de ploi torențiale, însoțite de furtuni și tornade. Boris a afectat voivodatul Opole și Voivodatul Silezia Inferioară, provocând inundații între 14 și 16 septembrie. S-a raportat că zece persoane au murit ca urmare a inundațiilor, mii au fost deplasate, iar între 50 și 70 de mii au rămas fără electricitate. La 82 de stații de măsurare, în principal în bazinul râului Óder, au fost emise alerte de inundații severe.
Pe 14 septembrie, în orașul Głuchołazy, apa a depășit barajele de inundație și a distrus un pod temporar peste râul Biała Głuchołaska, ceea ce a dus la evacuări obligatorii. Școlile din Nysa, Kłodzko, Jelenia Góra și Prudnik au fost închise. Trenurile din regiune au fost suspendate din cauza mai multor cazuri de eroziune a căii ferate și căderi de arbori.
În noaptea de 15 spre 16 septembrie, presa de Pilchowice s-a desbordat, provocând inundații în orașele Lwówek Śląski, Gryfów Śląski și Wleń. Un contingent de elicoptere cehe staționat în Powidz, Polonia, ca parte a cooperării OTAN, s-a alăturat operațiunii de salvare în Polonia.

### România
S-au raportat șapte decese ca urmare a inundațiilor în România. Județele Galați și Vaslui au fost grav afectate de inundațiile cauzate de furtuna Boris, cu numeroase sate sub ape, infrastructură esențială deteriorată și mii de locuitori strămutați. Regiunea, mărginită de râurile Siret și Prut, a experimentat ploi neîncetate care au provocat revărsarea acestor râuri, devastând întreaga zonă. Mai multe sate, inclusiv Slobozia Conachi, Cudalbi, Pechea, Costache Negri, Grivița și Piscu, au fost copleșite de inundații. În aceste zone, străzile s-au transformat în râuri, iar casele au fost inundate sub câțiva metri de apă. Locuitorii au fost nevoiți să evacueze, mulți folosind bărci și plute improvizate, în timp ce apele inundației creșteau rapid. Mai multe râuri locale s-au revărsat, transformând terenurile agricole și zonele rezidențiale în zone inundate, complicând și mai mult operațiunile de salvare. Drumurile principale, cum ar fi DN25 și DN26, care leagă zonele rurale de orașul Galați, au fost complet blocate, lăsând serviciile de urgență cu dificultăți în a ajunge în zonele afectate. Alunecările de teren cauzate de ploile torențiale au împiedicat și mai mult conexiunile de transport, iar 100 de kilometri din linia feroviară între Bârlad și Galați au fost închise din cauza daunelor severe, iar părți din linie au rămas suspendate în aer.

### Ungaria

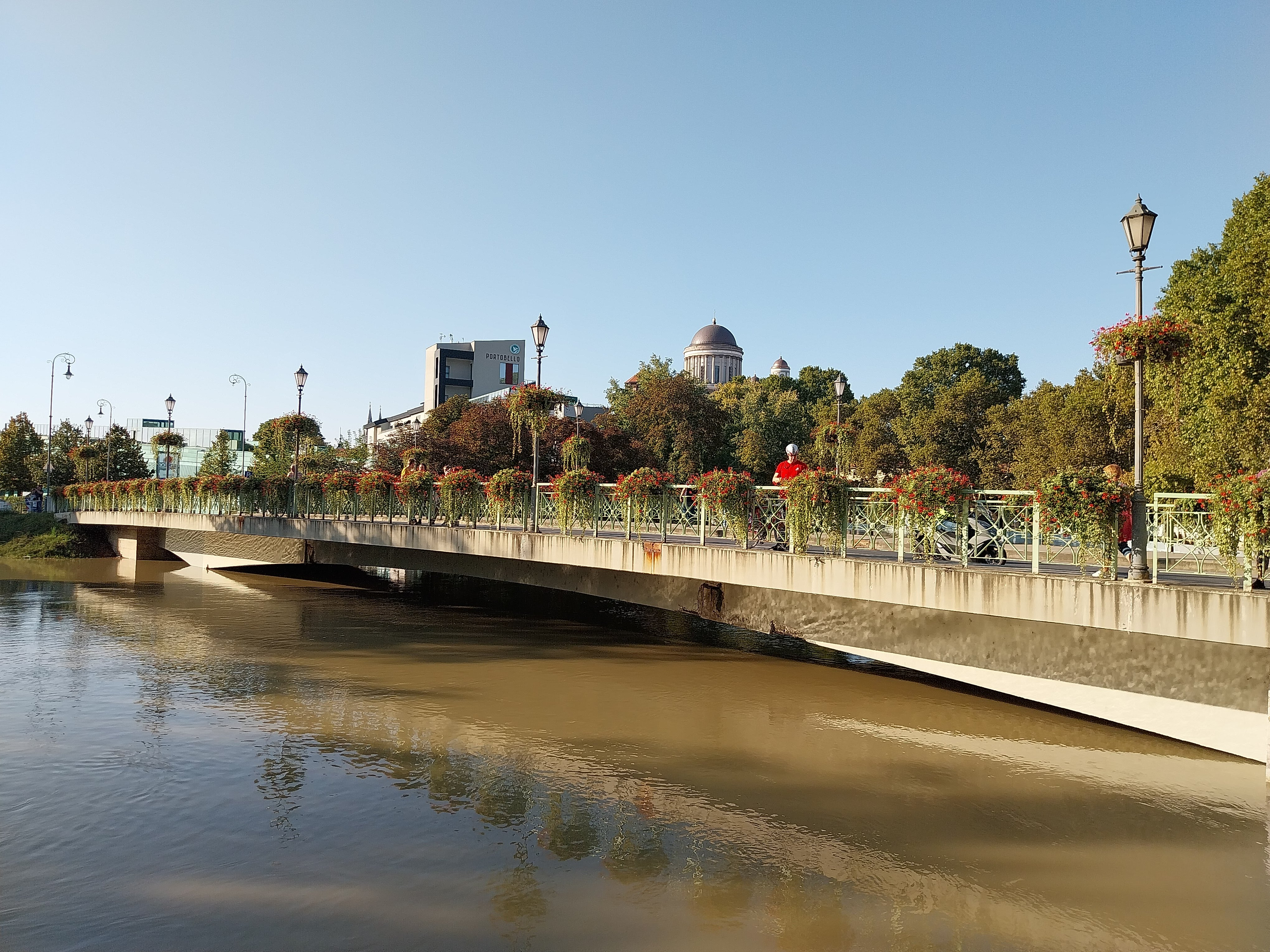
Dunărea Mică în Esztergom, 20 septembrie

Începând cu 17 septembrie, 500 kilometri (310 mi) din Dunăre se află sub alertă de inundații din cauza creșterii nivelului apei. În Budapesta, guvernul orașului a distribuit un milion de saci de nisip cetățenilor. Serviciile feroviare între Budapesta și Viena au fost anulate. Partea inferioară a Insulei Margarita a fost închisă.

### Croația și Serbia
Potrivit autorităților croate, se așteaptă ca Dunărea să atingă apogeul la granița dintre Croația și Serbia în jurul weekend-ului 21-22 septembrie.
Pe 13 și 14 septembrie, temperatura minimă a fost de 20 °C (36 °F), o cădere neobișnuită a temperaturii în Croația, provocând o ninsoare neobișnuită în munți.